# Athlītikī Enōsī Pontiōn Īraklīs 1908 (pallacanestro maschile)
L' Īraklīs 1908 è una società cestistica avente sede a Salonicco, in Grecia. Venne fondata nel 1924.
Disputa le partite interne nell'Ivanofio, che ha una capacità di 2.500 spettatori.

## Roster 2021-2022
Aggiornato al 25 agosto 2021.
|    | Naz.                   | Ruolo | Sportivo               | Anno | Alt. | Peso |  |
| -- | ---------------------- | ----- | ---------------------- | ---- | ---- | ---- |  |
| 10 | Grecia (bandiera)      | G     | Giōrgos Fillios        | 2002 | 198  | 94   |  |
| 17 | Grecia (bandiera)      | AP    | Giōrgos Petanidīs      | 2003 | 200  |      |  |
|    | Grecia (bandiera)      | AP    | Iōannīs Agravanīs      | 1998 | 198  | 95   |  |
|    | Grecia (bandiera)      | AC    | Dīmītrīs Charitopoulos | 1983 | 207  | 113  |  |
|    | Stati Uniti (bandiera) | PG    | Toney Douglas          | 1986 | 188  | 86   |  |
|    | Stati Uniti (bandiera) | AG    | Michael Finke          | 1996 | 208  | 107  |  |
|    | Grecia (bandiera)      | AG    | Iōannīs Kouzeloglou    | 1995 | 207  | 95   |  |
| 50 | Stati Uniti (bandiera) | C     | Reggie Lynch           | 1994 | 208  | 118  |  |
|    | Grecia (bandiera)      | P     | Kōstas Papadakīs       | 1998 | 191  | 78   |  |
|    | Grecia (bandiera)      | C     | Gaios Skordilīs        | 1987 | 208  | 125  |  |
|    | Stati Uniti (bandiera) | G     | Ryan Taylor            | 1995 | 198  | 86   |  |
|    | Stati Uniti (bandiera) | G     | Elston Turner          | 1990 | 195  | 96   |  |
|    | Stati Uniti (bandiera) | P     | Ryan Woolridge         | 1996 | 191  | 79   |  |

### Staff tecnico
| Allenatore: | Thanasīs Skourtopoulos                |
| Assistente: | Petros Gkaitatzīs, Pantelīs Mpoutskos |

## Palmarès
- Campionato greco: 2

1927-28, 1934-35

## Cestisti
- Lavelle Felton 2005-2006
- Dīmītrīs Diamantidīs 1999-2004